# Koko ga Rhodes da, koko de tobe!
Koko ga Rhodes da, koko de tobe! (ここがロドスだ、ここで跳べ!) è il sesto album in studio del gruppo idol giapponese AKB48, pubblicato nel 2015.

## Tracce

### CD1
1. Kibouteki refrain (希望的リフレイン) – 4:53
2. Labrador retriever (ラブラドール・レトリバー) – 4:55
3. Reborn – 4:33
4. Suzukake no Ki no Michi de "Kimi no Hohoemi o Yume ni Miru" to Itte Shimattara Bokutachi no Kankei wa Dō Kawatte Shimau no ka, Bokunari ni Nannichi ka Kangaeta Ue de no Yaya Kihazukashii Ketsuron no Yō na Mono (鈴懸の木の道で「君の微笑みを夢に見る」と言ってしまったら僕たちの関係はどう変わってしまうのか、僕なりに何日か考えた上でのやや気恥ずかしい結論のようなもの) – 5:25
5. Mae Shika Mukanee (前しか向かねえ) – 4:20
6. Kimi no Hitomi wa Planetarium (君の瞳はプラネタリウム) – 5:08
7. Futari wa Dekiteru (2人はデキテル) – 4:40
8. Heart Electric (ハート・エレキ) – 4:58
9. Kokoro no Placard (心のプラカード) – 4:06
10. 47 no Suteki na Machi e (47の素敵な街へ) – 4:18
11. Erande Rainbow (選んでレインボー) – 4:18
12. Koi to ka... (恋とか…) – 4:39
13. Ai no Sonzai (愛の存在) – 3:47

### CD2 (Type A)
1. Conveyor – 4:10
2. Seijun Philosophy (清純フィロソフィー) – 3:45
3. Henachoko Support – 4:16
4. Kanojo (彼女) – 4:06
5. Downtown Hotel 100 Goushitsu (ダウンタウンホテル100号室) – 3:15
6. Sailor Zombie (セーラーゾンビ) – 4:26
7. Junjou Soda-sui (純情ソーダ水) – 4:48 – Mayu Watanabe
8. Ai to Kanashimi no Jisa (愛と悲しみの時差) – 3:48
9. Birth – 4:42
10. 7 Kaime no "Les Mis" (7回目の「レミゼ」) – 6:01
11. Oh! Baby! – 4:15
12. Koko ga Rhodes da, Koko de Tobe! (ここがロドスだ、ここで跳べ!) – 4:50

### CD2 (Type B)
1. Bokutachi no Ideology (僕たちのイデオロギー) – 3:31
2. To go de (To goで) – 4:26 – Kuramochi Team B
3. Oshiete Mommy (教えてMommy) – 4:24
4. Setsunai Reply (切ないリプライ) – 4:18
5. Panama Unga (パナマ運河) – 4:59
6. Akai Pin Heel to Professor (赤いピンヒールとプロフェッサー) – 4:09
7. Yowamushi Kemushi (よわむしけむし) – 4:30
8. Namida wa Atomawashi (涙は後回し) – 4:50
9. All of you – 3:28
10. Tomodachi de Irareru Nara (友達でいられるなら) – 4:35
11. Kyou Made no Melody (今日までのメロディー) – 4:50
12. Ikitsuzukeru (生き続ける) – 4:49